# Convent de les Germanes Dominiques (Vilabella)
El Convent de les Germanes Dominiques és un monument protegit com a bé cultural d'interès local del municipi de Vilabella (Alt Camp).

## Descripció
Edifici entre mitgeres de planta rectangular, format per planta baixa i pis. La façana és simètrica i presenta, a la planta baixa, la porta d'accés d'arc de mig punt, i dues finestres dobles, també d'arc de mig punt, protegides amb reixa de ferro. Una senzilla línia d'imposta separa aquesta part del primer pis, on hi ha tres finestres d'arc escarser. El coronament està format per una cornisa motllurada, damunt la qual es troba una barana amb un petit frontó triangular al mig. Té terrat i coberta a dos vessants amb l'eix paral·lel a la línia de façana. Al costat de l'edifici hi ha una altra construcció de planta i pis amb pati, que també pertany al convent. El material emprat és el paredat arrebossat i emblanquinat.

## Història
Aquest antic convent fou construït aproximadament l'any 1887 als afores del poble i era propietat de les Germanes Dominiques de l'Anuciata. Va ser utilitzat com a escola de nenes, i era la més important de la vila, tot i que hi havia l'escola estatal. Actualment es troba en desús, i només se n'utilitza una part com a cau de joves.